# Jardín Botánico de la Facultad de Farmacia de la Universidad de París
El Jardin Botanique de la Faculté de Pharmacie (Jardín Botánico de la Facultad de Farmacia) es un pequeño jardín botánico dependiente de la facultad de Farmacia de la Universidad de París.  
El código de identificación del Jardin Botanique de la Faculté de Pharmacie de la Université de Paris como  miembro del "Botanic Gardens Conservation Internacional" (BGCI), así como las siglas de su herbario es PARFP.

## Localización
Se encuentra en el « VIème arrondissement » entrando por el número 4 de la « l'avenue de l'Observatoire » siguiendo el paseo y torcer hacia la derecha.
Jardin Botanique de la Faculte de Pharmacie
4 avenue de l'Observatoire, F-75270 París 6e, Île de France France-Francia.

## Historia
Se creó pensando en el estudio y las prácticas de los estudiantes de la facultad de farmacia, pero se encuentra abierto al público en general.  

## Colecciones
Está especializado en plantas medicinales de todo el mundo.
La mejor época de visita es el verano, cuando se pueden admirar las plantas en todo su esplendor.